# Frederic Stüber
Frederic Stüber (* 28. Februar 1995 in Salzgitter) ist ein deutscher Handballspieler.

## Karriere
Frederic Stüber lernte das Handballspielen bei der HSG Liebenburg-Salzgitter. Bereits in der Jugend ging er nach Hildesheim und spielte bis 2015 für Eintracht Hildesheim. Nachdem er mit Hildesheim 2015 in die 3. Liga abgestiegen war, wechselte er zum Zweitligisten TV Neuhausen. 2017 stieg er auch mit Neuhausen in die 3. Liga ab, worauf er zu den Eulen Ludwigshafen wechselte, welche in dieser Saison in die 1. Bundesliga aufgestiegen waren. Nach 3 Jahren mit Ludwigshafen in der 1. Liga unterschrieb er einen Zweijahresvertrag beim Zweitligisten TV Emsdetten. 2022 stieg er auch mit Emsdetten in die 3. Liga ab. Ab 2022 stand er im Kader des Zweitligisten VfL Eintracht Hagen. Zur Saison 2024/25 kehrte er zu den Eulen Ludwigshafen zurück.

## Privates
Sein Bruder Jonas Stüber spielt ebenfalls Handball.